# Luigi II. Gonzaga

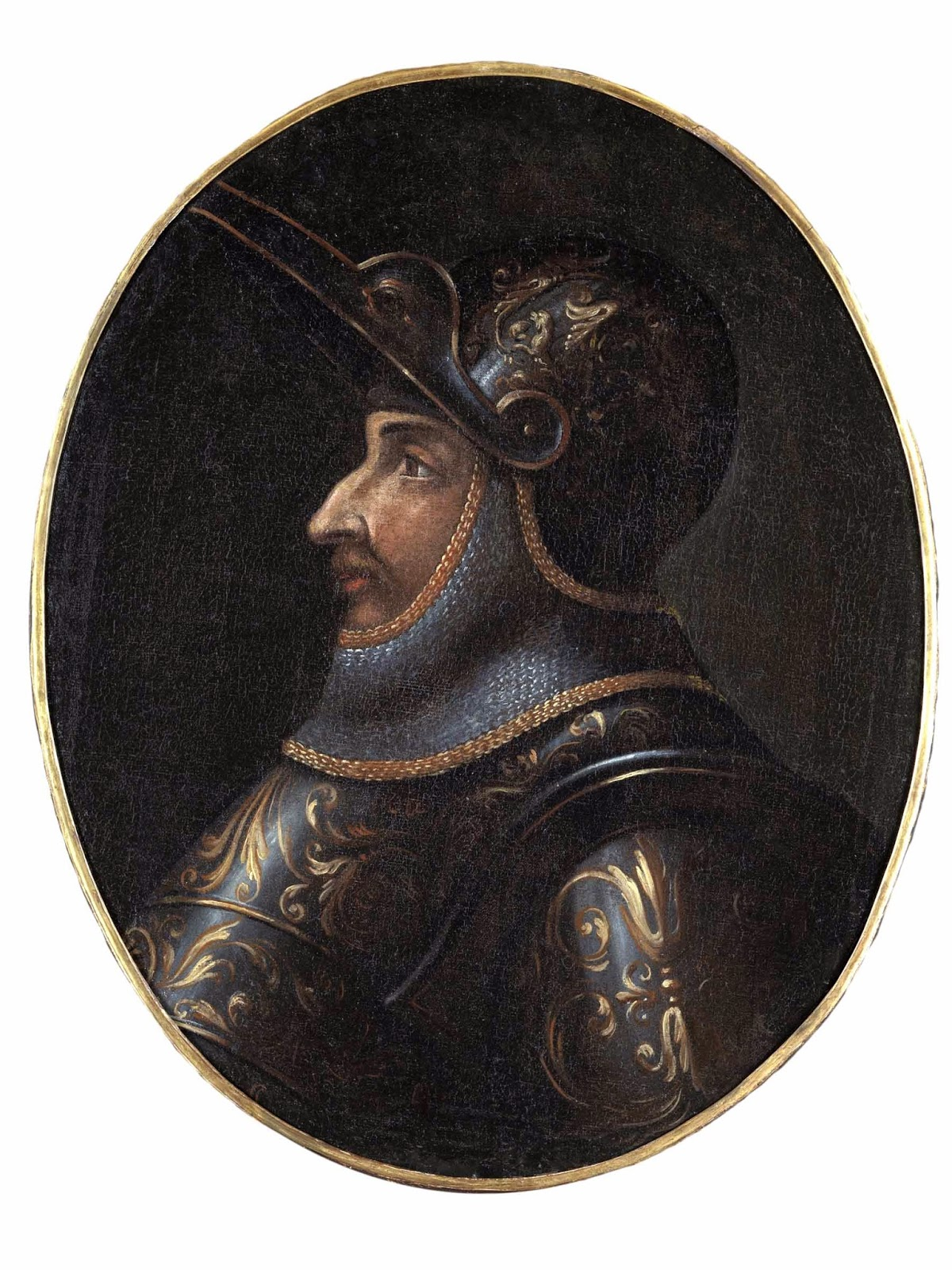
Ludovico II. Gonzaga

Luigi II. Gonzaga, auch Ludovico II. Gonzaga († 1382 in Mantua) war der Sohn Guido Gonzagas und Herr von Mantua. Er war zwischen 1369 und 1382 der dritte Herrscher aus der Signoria der Gonzaga.
Er heiratete am 16. Februar 1356 Alda d’Este (* 18. Juli 1333; † 1381), Tochter des Obizzo III. d’Este, mit der er zwei Kinder hatte:
- Francesco I. Gonzaga (1366–1407), Graf von Mantua ab 1382, ⚭ 1) Agnes Visconti († 1391), Tochter des Bernabò Visconti, ⚭ 2) 1393 Margherita Malatesta († 1399), Tochter des Galeotto Malatesta von Rimini
- Elisabetta Gonzaga ⚭ 1386 Carlo Malatesta von Rimini († 1429)[1]